# Limousin-Ophiolith
Der Limousin-Ophiolith ist eine ophiolithische Gesteinsassoziation des Massif Central, welche im Limousin unterhalb der Oberen Gneisdecke eingeschuppt ist. Er gilt als Überbleibsel des einstigen Massif-Central-Ozeans.

## Geographie
Der Limousin-Ophiolith bildet ein diskontinuierliches Band ausgehend von La Porcherie im Südosten des Départements Haute-Vienne bis in die Nähe von Ladignac-le-Long im Südwesten. Die Merlis-Serpentinite bei Vayres weiter im Westen werden streng genommen nicht mehr zum eigentlichen Limousin-Ophiolith gerechnet, da sie eine unterschiedliche tektonische Stellung einnehmen und entlang der Basis der Unteren Gneisdecke auftreten.
Die Einzelmassive beginnen 6,5 Kilometer östlich von La Porcherie südlich des Weilers Chassagnas, unmittelbar gefolgt von einem Massiv bei Le Raineix. Etwa 1,7 Kilometer südöstlich von La Porcherie reihen sich drei kleine Vorkommen um den Weiler La Roche. Südwestlich des Bahnhofs von La Porcherie steht ein weiteres, etwas bedeutenderes Einzelmassiv an. Gen Westen folgen dann die Vorkommen von La Plagne 3 Kilometer südwestlich von Saint-Germain-les-Belles, sodann das große Serpentinitgebiet der Landes de la Flotte et du Cluzeau, die Serpentinite der Lande de Saint-Laurent und schließlich das Vorkommen bei Le Buisson 3 Kilometer nordöstlich von Ladignac-le-Long.

## Geologie

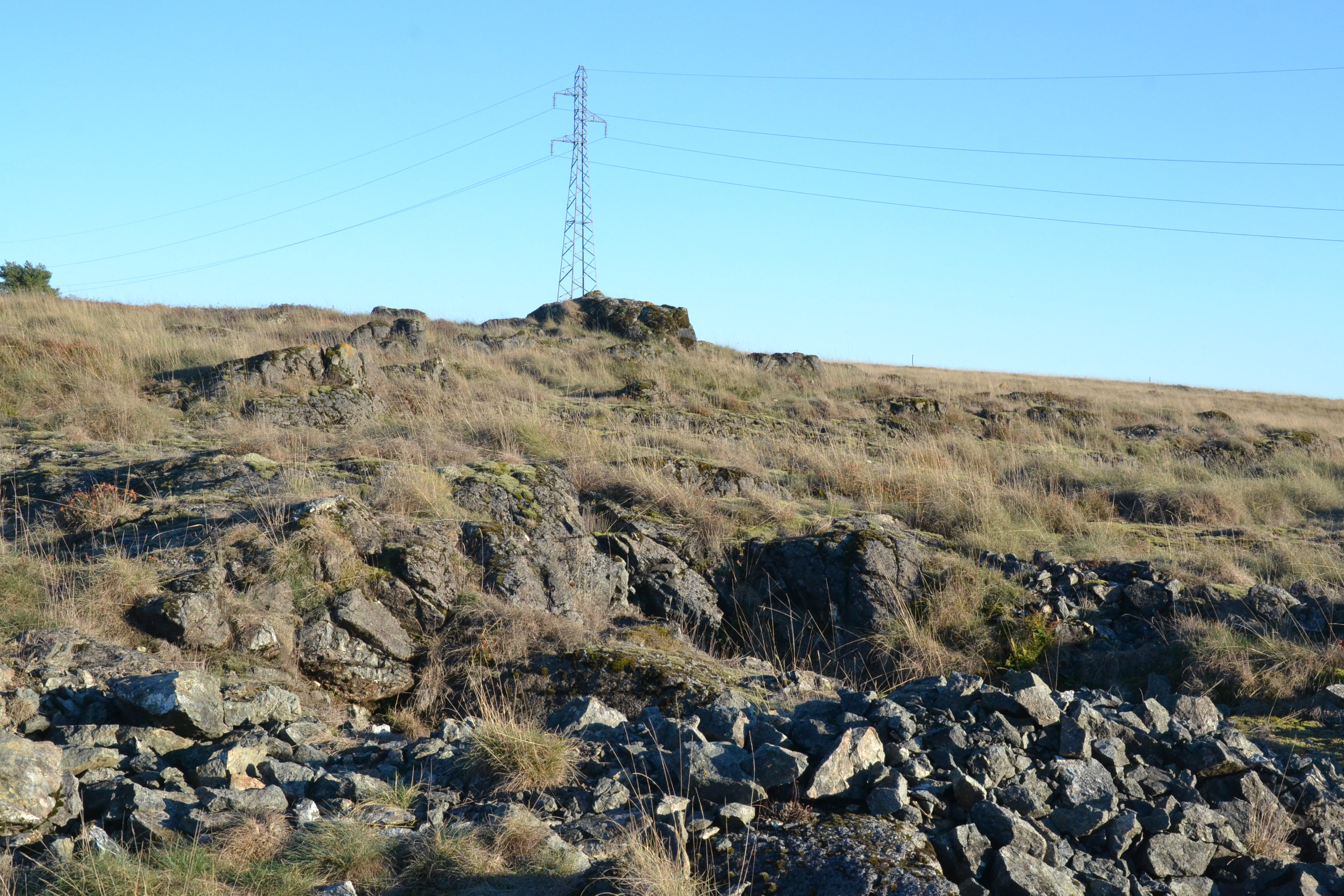
Anstehender Serpentinit auf der Lande de Saint-Laurent

Der Limousin-Ophiolith ist als tektonische Decke im Grenzbereich der beiden Gneisdecken eingequetscht. Durch die Überschiebungsbewegungen und spätere oberkarbonische Seitenverschiebungen wurde der ursprünglich zusammenhängende lithologische Verband in mehrere kleinere Einzelmassive zerstückelt. Diese in eine riesige tektonische Melange eingebetteten Einzelmassive sind meist nicht viel größer als einen Kilometer, maximal erreichen sie 5 Kilometer an Länge. Ihre Mächtigkeit bewegt sich zwischen mehreren hundert Metern bis zu einem Kilometer. Die sie jeweils  umgebenden Scherzonen sind im Gelände meist nur ausgesprochen schlecht zu erkennen. Es handelt sich hierbei um sehr chloritreiche Mylonite, die jetzt nahezu vollständig in toniges Material zersetzt sind. Die metamorphe Gleitsohle der Ophiolithe konnte bisher noch nirgendwo angetroffen werden.

## Stratigraphie
Die rekonstruierte stratigraphische Abfolge des Ophioliths vom Liegenden zum Hangenden lautet wie folgt:
- lagige und isotrope Gabbros plus Amphibolite
- Wehrlite und wenige Troctolithe
- Dunite mit Taschen von Chromit
- Harzburgit
- Diopsid-führender Harzburgit mit seltenen Lherzolithen

In den Wehrliten und Gabbros konnten nur wenige mafische Gänge entdeckt werden – massive Dolerite und basaltische Kissenlava fehlen jedoch vollständig.

## Petrologie

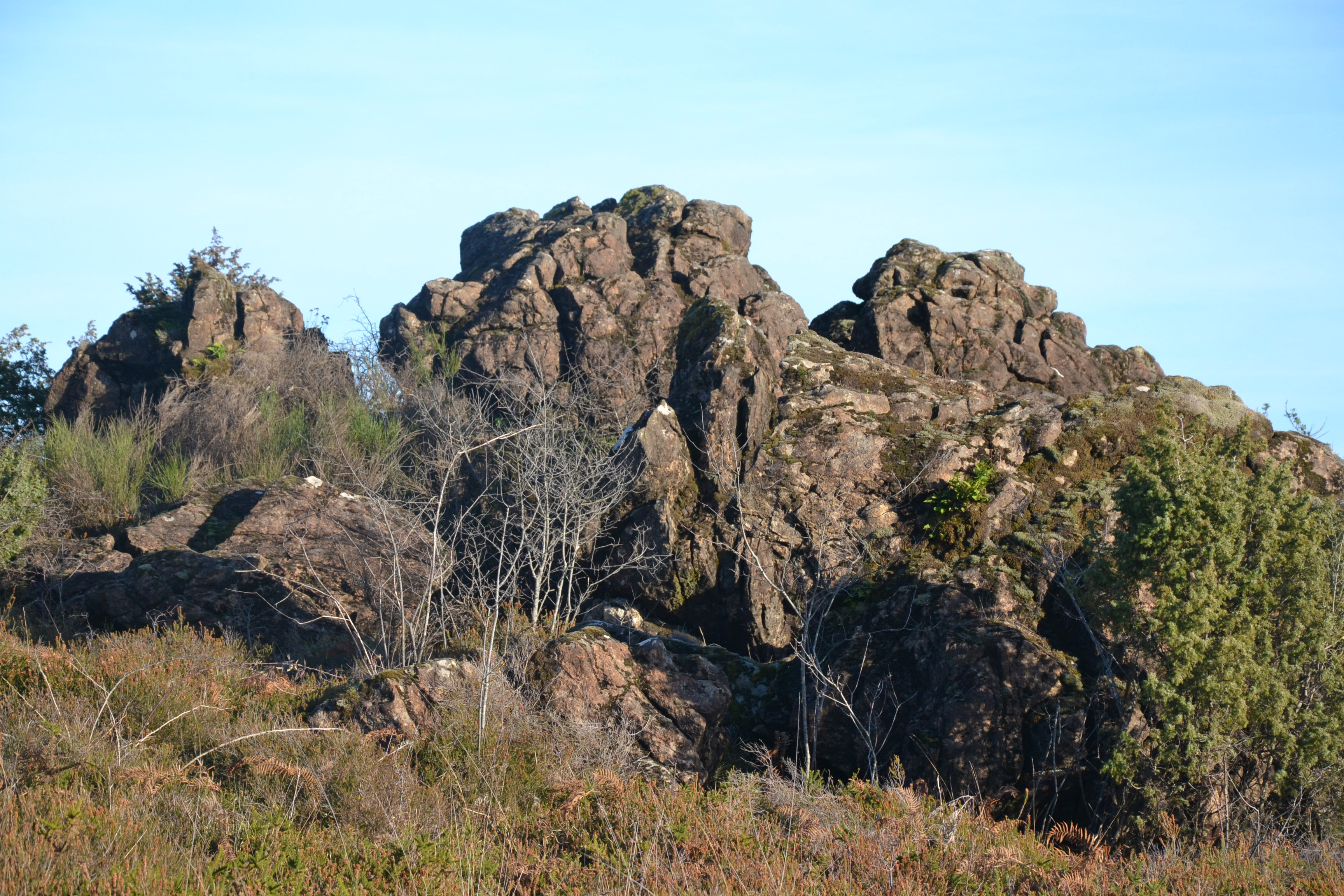
Massiver Serpentinit der Landes de la Flotte et du Cluzeau

Die Stratigraphie gibt eine jetzt als Serpentinite vorliegende ultramafische Peridotitabfolge des ozeanischen Erdmantels zu erkennen, die im Mittelteil allivalitischen Charakter (Plagioklas erscheint als Anorthit) annimmt und erst im Hangenden in mafische Troctolithe, Gabbros und Amphibolite der ozeanischen Erdkruste übergeht, wobei die mafischen Gesteine durchweg als Amphibolite vorliegen.

### Serpentinite
Die Serpentinite können entweder massiv oder foliiert erscheinen. Die massiven Serpentinite lassen reliktuell noch die Minerale Olivin (magnesiumreich), Enstatit (Orthopyroxen), Augit (Klinopyroxen) und brauner Spinell erkennen. Als metamorphe Neubildungen erscheinen sodann  Adern und Netzwerke von Serpentinmineralen (Antigorit, Chrysotil und  Lizardit), farbloser bis schwach grünlicher Chlorit, Magnetit, Pargasit und Calcit, manchmal auch noch Zoisit und Prehnit. Die foliierten Serpentinite zeichnen sich durch ihre erstaunliche Entwicklung großer koplanarer Chloritkristalle aus, welche parallel zur regionalen Foliation eingeregelt sind. Die erfolgte Chloritisierung kann bis zur Bildung von echten Chloritschiefern voranschreiten mit farblosem Chlorit, Pargasit, grünem Spinell und Opakmineralen.

### Allivalitische Serpentinite
Auch die allivalitischen Serpentinite treten massiv (überwiegend) oder foliiert auf. Erstere sind homogene Gesteine mit verstreut vorkommenden Plagioklaskristallen im Millimeter- bis Zentimeterbereich. Die Plagioklase befinden sich entweder in frischem oder chloritisierten Zustand. Letztere besitzen Plagioklase im Zentimeterbereich, die amphibolitisiert und/oder chloritisiert sind. Sie zeigen eine Wechsellagerung dünner Gabbro- und Serpentinbänder. Sie zeichnen sich durch eine Vielfalt metamorpher Paragenesen aus, beispielsweise mit Pargasit, Anthophyllit, Gedrit, Spinell, Korund, Serpentinminerale und Chlorit. Reaktionshöfe um Plagioklas sind ebenfalls häufig.
Insgesamt handelt es sich bei beiden ultramafischen Serpentinittypen um Harzburgit- und Lherzolith-Kumulate, die sich ganz zu Beginn des Differentiationsprozesses eines tholeiitischen Magmas abgeschieden hatten.

### Amphibolite
Die Amphibolite des Hangenden lassen sich zwei Typen zuordnen:
- Amphibolite mit reichhaltig Reliktmineralen
- Amphibolite mit nur wenig oder gar keinen Reliktmineralen.

Beim ersten Typus lassen sich durch die Reliktminerale als Ausgangsgesteine Gabbros, Troctolithe und auch seltene Eukrite eindeutig erkennen. Die dunkelgrünen bis graugrünen Gabbros sind fein- bis mittelkörnige Gesteine mit magmatischer Lagerung im Millimeterbereich und deutlicher Kumulatstruktur. Wechsellagerungen im Zentimeter- bis Dezimeterbereich mit zwischengeschalteten ultramafischen Lagen sind häufig. Reliktminerale sind Augit und Hypersthen, Plagioklas (Labradorit bzw. Bytownit), brauner Spinell und gelegentlich braune Hornblende in zentimetergroßen Prismen. Zusätzliche Sekundärparagenesen sind Pargasit, Diopsid, Labradorit und Titanit. Die Troctolithe unterscheiden sich durch ihren Reichtum an Koronastrukturen von den Gabbros. Auf Olivinkumulaten sind Orthopyroxen, Klinopyroxen, Amphibol und grüner Spinell aufgewachsen. Die Eukrite mit primärem Bytownit sind ebenfalls reich an Koronastrukturen.
Beim zweiten Typus handelt es sich um gewöhnliche, aus Gabbros hervorgegangene Amphibolite (mit hellgrüner Hornblende) und seltenere Pargasitite. Die Amphibolite sind reich an Plagioklas (primärer Bytownit und vor allem sekundärer Labradorit) und enthalten außerdem Diopsid, selteneren Zoisit, Titanit und Prehnit in Rissen. Die Pargasitite bestehen zu 50 bis 70 Volumenprozent aus Pargasit. Sie sind hellgrüne, massive und homogene Gesteine. Zu Pargasit gesellen sich ferner farbloser Chlorit, grüner Spinell und gelegentlich auch Plagioklas. Letzterer erscheint primär als auch sekundär (als Andesin) und bildet mit Korund, Disthen und manchmal auch Gedrit, Zoisit und spätem Prehnit parallele Lagentexturen.
Die gewöhnlichen Amphibolite entsprechen in ihrer chemischen Zusammensetzung tholeiitischen Basalten, die offensichtlich metasomatisch gebildeten Pargasitite Alkalibasalten oder olivinhaltigen Tholeiiten.

## Metamorphose
Der Limousin-Ophiolith hat nur eine statische Metamorphose registriert, welche die Gabbros des Hangenden in unverformte Amphibolite und die magmatischen Ultramafite des Liegenden in Serpentinite und/oder Pargasit-führende Chloritite verwandelte. Berger und Kollegen (2005) konnten mit verschiedenen thermobarometrischen Verfahren zeigen, dass die unterschiedlichen Amphibolvarietäten eine bei 0,2 GPa liegende Niederduckmetamorphose erfuhren, wobei die Temperaturen das gesamte Spektrum überdecken – von der Grünschiefer- bzw. Zeolithfazies bis hin zu hochtemperierten spätmagmatischen Bedingungen.
Unter den westeuropäischen Ophiolithen des Variszikums stellt der Limousin-Ophiolith somit einen seltenen Ausnahmefall dar, der weder von einer subduktionsbedingten Hochdruckmetamorphose noch von einer orogenetischen Mitteldruck-Regionalmetamorphose betroffen war – ganz im Gegensatz zu anderen variszischen Ophiolithvorkommen in Deutschland (Münchberger Masse), Österreich (Plankogel und Speik in den Ostalpen) und Spanien (Cabo Ortegal). Vergleichbar ist nur der Chamrousse-Ophiolith in den französischen Westalpen.

## Entstehung
Es wird angenommen, dass der Limousin-Ophiolith in der Nähe eines ehemaligen, nur langsam spreizenden, ozeanischen Rückens entstand und am Ozeanboden hydrothermal metamorphosiert wurde. Dafür sprechen
- das häufige Vorkommen unverformter Metamorphite – charakteristisch für die ozeanische Unterkruste
- eine Calcium-Aluminium- und auch Magnesium-Metasomatose – erkennbar am Wachstum von Calcium-Aluminium-Silikaten (wie beispielsweise Zoisit, Prehnit, Grossular und Hydrogrossular), der in Adern erfolgte oder die primär magmatischen Minerale vollständig ersetzte
- die rekonstruierten Druck-Temperaturbedingungen und letztlich
- die zahllosen Ähnlichkeiten mit den vom Ocean Drilling Program erbohrten ozeanischen Krustengesteinen und anderen Ophiolithvorkommen weltweit.